# 세계 선수권 대회
세계 선수권 대회(世界選手權大會, 영어: World Championship)는 해당 국제 경기 연맹에서 주기적으로 개최해 열리는 대회이다. 특히 단일 종목별 선수권 대회에서는 FIFA 월드컵과 세계 육상 선수권 대회가 집행 예산 및 광고 수익, 시청자 수, 세계적 영향력 면에서 가장 크고 중요한 대회로 손꼽힌다.

## 대회 목록
- 단체 종목 대회는 단체, 개인 종목 대회는 개인, 개인 + 단체(계주 포함)경기 모두 포함된 대회는 혼합으로 기재.

| 종목            | 주관 단체 | 성별                                      | 성별                                      | 유형 |
| 종목            | 주관 단체 | 남성                                      | 여성                                      | 유형 |
| --------------- | --------- | ----------------------------------------- | ----------------------------------------- | ---- |
| 권투            | AIBA      | 세계 권투 선수권 대회                     | 세계 권투 선수권 대회                     | 개인 |
| 농구            | FIBA      | 세계 농구 선수권 대회                     | 세계 여자 농구 선수권 대회                | 단체 |
| 다트            | BOD       | 세계 프로 다트 선수권 대회                | 세계 프로 다트 선수권 대회                | 개인 |
| 다트            | PDC       | 세계 프로 다트 선수권 대회                | 세계 프로 다트 선수권 대회                | 개인 |
| 라크로스        | FIL       | 세계 라크로스 선수권 대회                 | 세계 여자 라크로스 선수권 대회            | 단체 |
| 럭비            | WR        | 세계 럭비 선수권 대회                     | 세계 여자 럭비 선수권 대회                | 단체 |
| 레슬링          | UWW       | 세계 레슬링 선수권 대회                   | 세계 레슬링 선수권 대회                   | 개인 |
| 롤러하키        | FIRS      | 세계 롤러하키 선수권 대회                 | 세계 여자 롤러하키 선수권 대회            | 단체 |
| 배구            | FIVB      | 세계 남자 배구 선수권 대회                | 세계 여자 배구 선수권 대회                | 단체 |
| 배드민턴        | BWF       | 세계 배드민턴 선수권 대회                 | 세계 배드민턴 선수권 대회                 | 혼합 |
| 볼링            | WB        | 세계 볼링 선수권 대회                     | 세계 볼링 선수권 대회                     | 혼합 |
| 비치사커        | FIFA      | 세계 비치사커 선수권 대회                 | -                                         | 단체 |
| 사격            | ISSF      | 세계 사격 선수권 대회                     | 세계 사격 선수권 대회                     | 개인 |
| 소프트볼        | WBSC      | 세계 남자 소프트볼 선수권 대회            | 세계 여자 소프트볼 선수권 대회            | 단체 |
| 쇼트트랙        | ISU       | 세계 쇼트트랙 선수권 대회                 | 세계 쇼트트랙 선수권 대회                 | 혼합 |
| 수구            | FINA      | 세계 수구 선수권 대회                     | 세계 여자 수구 선수권 대회                | 단체 |
| 수영            | FINA      | 세계 수영 선수권 대회                     | 세계 수영 선수권 대회                     | 혼합 |
| 수영            | FINA      | 세계 쇼트 코스 수영 선수권 대회           | 세계 쇼트 코스 수영 선수권 대회           | 혼합 |
| 스키            | FIS       | 세계 스노우보드 선수권 대회               | 세계 스노우보드 선수권 대회               | 개인 |
| 스키            | FIS       | 세계 스키 플라잉 선수권 대회              | 세계 스키 플라잉 선수권 대회              | 개인 |
| 스키            | FIS       | 세계 노르딕 스키 선수권 대회              | 세계 노르딕 스키 선수권 대회              | 개인 |
| 스키            | FIS       | 세계 알파인 스키 선수권 대회              | 세계 알파인 스키 선수권 대회              | 개인 |
| 스키            | FIS       | 세계 프리스타일 스키 선수권 대회          | 세계 프리스타일 스키 선수권 대회          | 개인 |
| 스피드 스케이팅 | ISU       | 세계 스프린트 스피드 스케이팅 선수권 대회 | 세계 스프린트 스피드 스케이팅 선수권 대회 | 개인 |
| 스피드 스케이팅 | ISU       | 세계 종목별 스피드 스케이팅 선수권 대회   | 세계 종목별 스피드 스케이팅 선수권 대회   | 혼합 |
| 아이스하키      | IIHF      | 세계 아이스하키 선수권 대회               | 세계 여자 아이스하키 선수권 대회          | 단체 |
| 야구            | WBSC      | 세계 야구 선수권 대회                     | 세계 여자 야구 선수권 대회                | 단체 |
| 양궁            | WA        | 세계 양궁 선수권 대회                     | 세계 양궁 선수권 대회                     | 혼합 |
| 역도            | IWF       | 세계 역도 선수권 대회                     | 세계 역도 선수권 대회                     | 개인 |
| 유도            | IJF       | 세계 유도 선수권 대회                     | 세계 유도 선수권 대회                     | 개인 |
| 육상            | IAAF      | 세계 육상 선수권 대회                     | 세계 육상 선수권 대회                     | 혼합 |
| 인라인 하키     | IIHF      | 세계 인라인 하키 선수권 대회              | -                                         | 단체 |
| 자전거          | UCI       | 세계 자전거 경기 선수권 대회              | 세계 자전거 경기 선수권 대회              | 혼합 |
| 체조            | FIG       | 세계 기계 체조 선수권 대회                | 세계 기계 체조 선수권 대회                | 단체 |
| 체조            | FIG       | -                                         | 세계 리듬 체조 선수권 대회                | 혼합 |
| 축구            | FIFA      | 세계 축구 선수권 대회                     | 세계 여자 축구 선수권 대회                | 단체 |
| 체스            | FIDE      | 세계 체스 선수권 대회                     | 세계 여자 체스 선수권 대회                | 개인 |
| 컬링            | WCF       | 세계 컬링 선수권 대회                     | 세계 컬링 선수권 대회                     | 단체 |
| 탁구            | ITTF      | 세계 탁구 선수권 대회                     | 세계 탁구 선수권 대회                     | 혼합 |
| 태권도          | WT        | 세계 태권도 선수권 대회                   | 세계 태권도 선수권 대회                   | 개인 |
| 펜싱            | FIE       | 세계 펜싱 선수권 대회                     | 세계 펜싱 선수권 대회                     | 혼합 |
| 폴로            | FIP       | 세계 폴로 선수권 대회                     | -                                         | 단체 |
| 풋살            | FIFA      | 세계 풋살 선수권 대회                     | 세계 여자 풋살 선수권 대회                | 단체 |
| 피겨 스케이팅   | ISU       | 세계 피겨 스케이팅 선수권 대회            | 세계 피겨 스케이팅 선수권 대회            | 혼합 |
| 필드하키        | FIH       | 세계 하키 선수권 대회                     | 세계 여자 하키 선수권 대회                | 단체 |
| 핸드볼          | IHF       | 세계 핸드볼 선수권 대회                   | 세계 여자 핸드볼 선수권 대회              | 단체 |

## 같이 보기
- 올림픽
- 월드컵